# The Caligula Effect
The Caligula Effect (カリギュラ?, Caligula) è un videogioco di ruolo del 2016 sviluppato da Aquria per PlayStation Vita. Il gioco realizzato dal team di sviluppo di Sword Art Online con la collaborazione di Tadashi Satomi (Persona) è stato localizzato e distribuito fuori dal Giappone da Atlus.
Il JRPG ha ricevuto un remake dal titolo The Caligula Effect: Overdose (カリギュラ オーバードーズ?, Caligula Overdose) per PlayStation 4, successivamente distribuito anche per Microsoft Windows e Nintendo Switch. Dal gioco è stata tratta la serie animata Caligula.
Nel 2021 è stato annunciato un sequel dal titolo The Caligula Effect 2 per PlayStation 4 e Nintendo Switch.